# Herrmannella mesodesmatis
Herrmannella mesodesmatis is een eenoogkreeftjessoort uit de familie van de Lichomolgidae. De wetenschappelijke naam van de soort is voor het eerst geldig gepubliceerd in 1967 door Humes.